# Fadila al-Lawati
Fadila al-Lawati, Fadhila Louati (ar. فضيلة اللواتي; ur. 3 marca 1979) – tunezyjska zapaśniczka walcząca w stylu wolnym. Olimpijka z Aten 2000, gdzie zajęła czternaste miejsce w kategorii 48 kg. Piąta na mistrzostwach świata juniorów w 2001. Mistrzyni igrzysk śródziemnomorskich w 2001.
Triumfatorka igrzysk afrykańskich w 1999 i 2003. Zdobyła cztery złote medale na mistrzostwach Afryki, kolejno w 1998, 2002, 2003 i 2004. Piąta w Pucharze Świata w 2002 i ósma w 2001 roku.
- Turniej w Atenach 2004

Przegrała wszystkie walki, kolejno z Greczynką Fani Psatha, Ukrainką Iryną Merłeni i zawodniczką Tadżykistanu Lidiją Karamczakową.